# 야스코와 켄지
야스코와 겐지(일본어: ヤスコとケンジ)는 일본 NTV 채널에서 토요일 9시에만 하는 순정만화형 드라마로 여동생인 야스코를 각별하게 사랑하고 있는 폭주족 두목 출신인 오빠 켄지(필명: 사쿠라바 레이카)의 만화가 이야기이다.

## 출연진

### 주연
- 마츠오카 마사히로(오키 켄지 役)
- 다베 미카코(오키 야스코 役)
- 히로스에 료코(츠바키 에리카 役)
- 오쿠라 타다요시(츠바키 쥰 役)
- 야마구치 사야카(미야조노 카오리 役)

### 조연
- 우치야마 신지(모스 役)
- 와타베 고타(아디다스 役)
- 리키야(아오타 役)
- 히로(아카가와 役)
- 시마 다이스케(시부야 마사루 役)
- 호시카와 유키코(사쿠라이 아츠코 役)
- 코지마 하루나(마유키테라 히요코 役)
- 니시다 나츠미(유미 役)
- 마츠모토 카나(아야메 役)
- 히가시 아유(아키 役)
- 에가시라 유이(센리 役)

### 특별출연
야스다 쇼타(야마다 미키오 役)

## 원작 작가
원작 "야스코와 켄지"의 작가는 아루코이다. 이 만화책이 한국으로 수출되면서 김지연이 모든 대사들을 한국말로 번역을 하여 현재는 시중에 판매중이다.

## 주제곡
- TOKIO - 雨傘

| NTV 토요드라마                   | NTV 토요드라마                        | NTV 토요드라마                                    |
| 이전 작품                        | 작품명                                | 다음 작품                                         |
| -------------------------------- | ------------------------------------- | ------------------------------------------------- |
| 고쿠센 3 (2008.4.19 - 2008.6.28) | 야스코와 켄지 (2008.7.12 - 2008.9.20) | 스크랩 티처~교사 재생~ (2008.10.11 - 2008.12.13） |